# Рудольф (озеро)
Рудо́льф (амх. ሩዶልፍ ሐይቅ), или Турка́на (англ. Lake Turkana) — озеро в Кении, крайняя северная часть — в Эфиопии. Площадь поверхности, по разным источникам, от 6,4 до 8,5 тыс. км².

## География
Расположено в пределах Великой Рифтовой долины, в тектонической впадине на высоте 375 м над уровнем моря. Преимущественно располагается на территории Кении, однако северное побережье — на территории Эфиопии. Согласно Большой российской энциклопедии, озеро достигает 220 км в длину и 50 км в ширину. БРЭ определяет площадь Рудольфа в 8,5 тыс. км². Британская энциклопедия сообщает, что длина озера составляет 248 км, а ширина не превышает 16—32 км при общей площади 6405 км². Согласно сайту ЮНЕСКО, протяжённость озера с севера на юг составляет 249 км, а с запада на восток до 44 км. Энциклопедия «Биомы и экосистемы» (2013) пишет о площади 6750 км². Источники расходятся и в оценке глубины озера: если БРЭ и Британская энциклопедия указывают максимальную глубину в 75 м, то «Биомы и экосистемы» — 358 футов (109 м) при средней глубине 98 футов (30 м). Объём воды этот же источник определяет в 204 км³, оговариваясь, что уровень водной поверхности в озере колеблется на 1—1,5 м, в значительной степени завися от сезона и продолжительных засух. Рудольф — четвёртое по размерам озеро в Африке и крупнейшее пустынное озеро в мире, однако оно постепенно усыхает: по сравнению с замерами 1896 года, уровень воды в 1940—1950-е годы снизился на 20 м, временно поднявшись после наводнений 1961 года, но к 1988 году снова упав до низшей отметки.
Обширный водосборный бассейн доходит до западных нагорий Кении и юга Эфиопского нагорья, его площадь энциклопедия «Биомы и экосистемы» оценивает в 130 тыс. км². Крупнейший приток Рудольфа, река Омо, берущая своё начало на Эфиопском нагорье, несёт в него более 90 % воды от общего объёма стока. Омо, впадающая в Рудольф на севере, — его единственный постоянный приток. Среди других притоков — пересыхающие реки Турквел и Керио. Само озеро Рудольф ранее вместе с озером Баринго имело сток в систему Нила через реку Собат, однако тектонические процессы в плейстоцене привели к формированию бессточного озера меньшей площади.
Из-за того, что озеро является бессточным, расход воды в нём происходит в основном путём испарения. Темп испарения оценивается в 2335 мм в год. В результате вода в Рудольфе отличается повышенной солёностью — это самое солёное озеро Восточной Африки. В середине 2010-х годов она превосходила 2,5 единицы на шкале практической солёности и постепенно приближалась к 3 единицам — пределу, за которым начинаются настоящие солёные озёра. Кроме того, воду Рудольфа отличает щёлочность: её водородный показатель (pH) составляет от 9,3 до 9,4. Рудольф является самым крупным озером мира со щелочной водой.
На востоке и юге побережье скалистое за счёт обнажений вулканических пород, тогда как западный и северный берега более низменные и среди характерных форм рельефа в этих местах — песчаные дюны, косы и ватты. В озере 3 вулканических острова: Южный остров, Крокодайл-Айленд или Центральный остров, Северный остров. На южном берегу расположен вулкан Телеки.

## История и этимология
Озеро было открыто в 1888 году венгерским путешественником графом Самуэлем Телеки и австрийцем Людвигом фон Хёнелем. Они дали ему название Рудольф, в честь кронпринца Австрии. В начале 1970-х годов озеро получило местное название Туркана, однако на большой части современных российских карт фигурирует под старым названием.
Рядом с озером обитают народы, относящиеся к этническим группам туркана (в основном вдоль западного побережья), дасанеч (на севере и северо-востоке у дельты Омо), габбра (на востоке), эль-моло (на юго-востоке у одноимённого залива), покот (к юго-западу от озера) и другим. Окрестности Рудольфа — один из самых слаборазвитых в экономическом отношении регионов мира. Исторически обитавшие вокруг озера племена занимались кочевым скотоводством, а также промышляли примитивным рыболовством. Однако постепенно происходит переход местного населения к оседлому образу жизни с возделыванием в дельтах и вдоль русел рек таких злаковых культур, как просо и сорго. Усиливающиеся засухи в регионе, возможно, связанные с глобальными климатическими изменениями, порождают голод. В связи с потерей возможностей для скотоводства и засухами, препятствующими растениеводству, рыболовство приобрело критическое значение для местных жителей. Возросла зависимость населения региона от международной помощи, что привело к дополнительной его концентрации в районах вокруг озера. Только за период с 2009 по 2015 год население этих районов выросло с 0,86 до 1,26 млн человек. На реках, впадающих в Рудольф, осуществляются ирригационные и гидроэнергетические проекты: так, в 150 км западнее озера построена плотина на реке Турквел, три гидроэлектростанции Гилгель Гибе I, II и III построены в 1988—2016 годах на реке Омо; планируется также организация плантаций по производству биотоплива на реке Омо, что может серьёзно отразиться на уровне воды в Рудольфе.

## Природа
Озеро Рудольф расположено в одном из самых жарких и засушливых регионов Земли. Средний годичный объём осадков не превышает 250 мм; случаются целые годы без дождя, но при этом возможны неожиданные сильные ливни. Средние дневные температуры колеблются между 20 °C и 40 °C, среднегодичная температура — 29 °C; при этом в отдельных районах температура воздуха днём может превышать 50 °C, а температура поверхности — 70 °C. Среднегодичная температура поверхностного слоя воды в озере колеблется между 27,2 °C и 29,4 °C. Часты сильные юго-восточные ветры, ведущие к образованию поверхностных течений в северо-западном направлении и придонных течений, направленных в обратную сторону. Частые внезапные штормы делают опасным судоходство.
Растительность в районе озера, несмотря на тяжёлые климатические условия, достаточно разнообразна и включает как таксоны, характерные в целом для засушливого региона Северной Кении и центра эндемизма Сомали-Маасаи, так и не встречающиеся более нигде. На отдельных участках воды озера у берегов окаймляют заросли рдеста. В дельтах рек Омо, Керио и Турквел на заболоченных участках растут папирус и камыш; в последние годы в речных дельтах быстро распространяются инвазивные растения, включая прозопис и эйхорнию толстоножковую. На сезонно обнажающихся отмелях растут травянистые макрофиты Paspalidium geminatum и Sporobolus spicatus. На травянистых равнинах вокруг озера наиболее часты императа цилиндрическая, различные виды коммифоры, акация кручёная и другие виды акаций, встречаются баланитес египетский и пальма Hyphaene coriacea, на Центральном и Южном островах растёт кустарник сальвадора персидская. В самом озере основу пищевой цепочки составляет фитопланктон. Благодаря насыщенному сине-зелёному цвету воды, вызванному скоплениями фитопланктона в слоях у поверхности, Рудольф получил прозвище «Жадовое море» (англ. Jade Sea).
В озере обитает значительное количество рыбы, обеспечивающей работой рыбаков. В целом данные о вылове нерегулярны и неполны, но общий объём вылова в 1988 году оценивался в 15 тысяч тонн. Наибольшим промысловым значением обладают нильский окунь и нильская тиляпия. Распространены также африканские тетры и многопёровые. В общей сложности в Рудольфе и его притоках зарегистрированы более 40 видов рыб, в том числе несколько эндемичных. Важным местом размножения рыб служат прибрежные заросли рдеста.
В озере водится открытый в 1980 году вид пеломедузовых черепах Pelusios broadleyi. Оно также известно обилием крокодилов, обитающих на его берегах и островах, имеющих статус природоохранных территорий; в 1968 году поголовье крокодилов оценивалось в 14 тысяч. Колония нильских крокодилов озера Рудольф считается крупнейшей в мире. Помимо этого, Рудольф играет важную роль как место размножения гиппопотамов. В саваннах вблизи озера обитают такие подвергающиеся угрозе виды как сетчатый жираф, лев и зебра Греви.

Особенно богата орнитофауна озера, входящего в число ключевых орнитологических территорий своего региона. На Рудольфе обитают большие колонии розовоспинных пеликанов, розовых фламинго, шпорцевых чибисов и куликов-воробьёв, гнездятся и выводят птенцов цапля-голиаф и африканский водорез. Более 30 видов перелётных палеарктических птиц останавливаются на озере во время откочёвок на юг Африки. В общей сложности на озере и в его окрестностях зафиксированы более 350 видов птиц. 
Среди насекомых, обитающих на озере Рудольф — многочисленные виды разнокрылых и равнокрылых стрекоз, среди которых встречаются виды, характерные не для тропической Африки, а для её Средиземноморского региона. Напротив, моллюски достаточно редки, поскольку их распространению мешает низкое содержание кальция в воде.

### Южный остров
Южный остров (англ. Turkana South Island) — самый крупный из островов озера. Как и два других острова, расположенных на линии геологического разлома, он имеет недавнее вулканическое происхождение. На острове существует несколько периодически действующих кратеров. По наблюдениями Джорджа и Джой Адамсон, исследовавших Южный остров в 1955 году, растительный и животный мир острова отличаются крайней бедностью. В отдельных местах произрастают группы ладанных деревьев. Из позвоночных водятся птицы, летучие мыши, змеи. На побережье — большая популяция крокодилов. В настоящее время территория острова является национальным парком.

## Археология и палеоантропология
Несколько миллионов лет назад климат в этой части континента был более влажный, озеро занимало бо́льшую площадь, а его берега были более плодородны, чем сейчас. По берегам озера обитали крупные животные (бегемоты, жирафы, слоны, кистеухие свиньи, антилопы) и ранние гоминиды.
В окрестностях озера сделано множество важнейших палеонтологических и палеоантропологических находок. На восточном берегу озера в районе Кооби Фора и Иллерет, на севере — в долине реки Омо, на юго-западе — местонахождения Лотагам и Канапои.
Уникальная стратиграфия ущелья реки Омо, на склонах которого чередуются слои, содержащие окаменелости, и прослои вулканических туфов, позволила составить исключительно точную и подробную стратиграфическую шкалу для периода 1—4 млн лет назад.
Из наиболее значительных открытий следует отметить находку Ричардом Лики в 1972 году черепа Homo habilis, получившего название KNM-ER 1470, возраст которого оценивается от 2 до 1,4 млн лет. В 1984 году он же обнаруживает практически полный скелет Турканского мальчика (Turkana Boy), вида Homo erectus или Homo ergaster, возрастом 1,6 млн лет.
Найденная в Западной Туркане в местонахождении Каитио человеческая третья пястная кость KNM-WT 51260 (1,42 млн л. н.) имеет, в отличие от австралопитеков, развитый шиловидный отросток, направленный в сторону запястья.
В 1994 году Мив Лики обнаружила в Канапои остатки более 20 особей австралопитека анамского возрастом от 3,9 до 4,2 млн лет.
В местонахождении Ломекви 3 на западном берегу озера Туркана, недалеко от места находки кениантропа (Kenyanthropus), были найдены древнейшие в мире каменные орудия возрастом 3,3 млн лет, что на 700 тыс. лет старше, чем орудия из эфиопского местонахождения Гона (Kada Gona).
В 2012 году в местности под названием Натарук, расположенной у древнего берега озера, были найдены останки 27 человек со следами насильственной смерти. Находка часто интерпретируется как одно из древнейших доказательств войны и межобщинного насилия.